# John Bostock
Pour les articles homonymes, voir John Bostock (médecin) et Bostock.
John Joseph Bostock, né le 15 janvier 1992 à Londres dans le quartier de Camberwell en Angleterre, est un footballeur anglo-trinidadien. Il joue au poste de milieu de terrain au Solihull Moors Football Club.

## Biographie

### Formation
John est formé au club Crystal Palace Football Club. En 1999, il débute à l'âge de 7 ans. Il y a joué toute son enfance et lors de ses études.

### Parcours en clubs

#### Débuts professionnels
Durant la saison 2007-2008, à 15 ans et 287 jours, il joue ses premières minutes avec Crystal Palace en FL Championship. Son équipe termine cinquième du championnat et accède aux barrages d'accession en Premier League, mais le club perd contre Bristol City Football Club. Le jeune espoir est alors courtisé par les plus grands clubs anglais, et même le FC Barcelone (qui proposera 2M€ pour l'engager). Le club catalan lui envoie même une paire de crampons portés et dédicacés par Ronaldinho afin de le séduire.

#### Un espoir de l'Angleterre

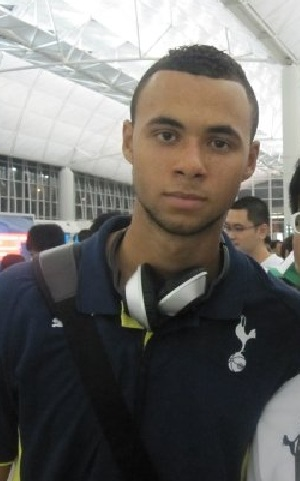
Jonh Bostock à Tottenham

En 2008 il fait partie des meilleurs jeunes espoirs de l'Angleterre et s'engage avec Tottenham Hotspur. Il joue son premier match chez les Spurs contre le Dinamo Zagreb en Coupe UEFA. Il joue trois rencontres en coupe d'Europe avant d'être prêté l'année suivante à Brentford Football Club évoluant cette saison-là en League Two, lors de son premier match il inscrit un doublé contre Millwall Football Club.
En 2010 il est à nouveau prêté par son club à Hull City. Il joue onze rencontres et marque deux buts au cours de la saison 2010-2011. Hull City termine onzième du FL Championship.
En 2012 il est prêté à Sheffield Wednesday mais il joue très peu (seulement quatre matches).
Tottenham décide alors de le prêter à Swindon Town où il joue quatorze rencontres, puis en 2013 au Toronto FC en Major League Soccer (neuf matchs en tout). À son retour en Angleterre, le joueur est en fin de contrat et pas conservé par le club. Devenu un espoir déchu, John Bostock se réfugie dans la religion.

#### Départ en Belgique (Royal Antwerp et Louvain OH)
En 2013, le néo-entraîneur Jimmy Floyd Hasselbaink lui donne sa chance et l'engage au Royal Antwerp FC en deuxième division belge. Bostock joue son premier match contre SC Eendracht Alost lors de la première journée. Devenu un titulaire indiscutable, il marque son premier but pour sa nouvelle équipe contre RWDM Brüssel FC lors de la onzième journée. Au cours de la saison 2013-2014, il joue 32 rencontres pour un seul but marqué.

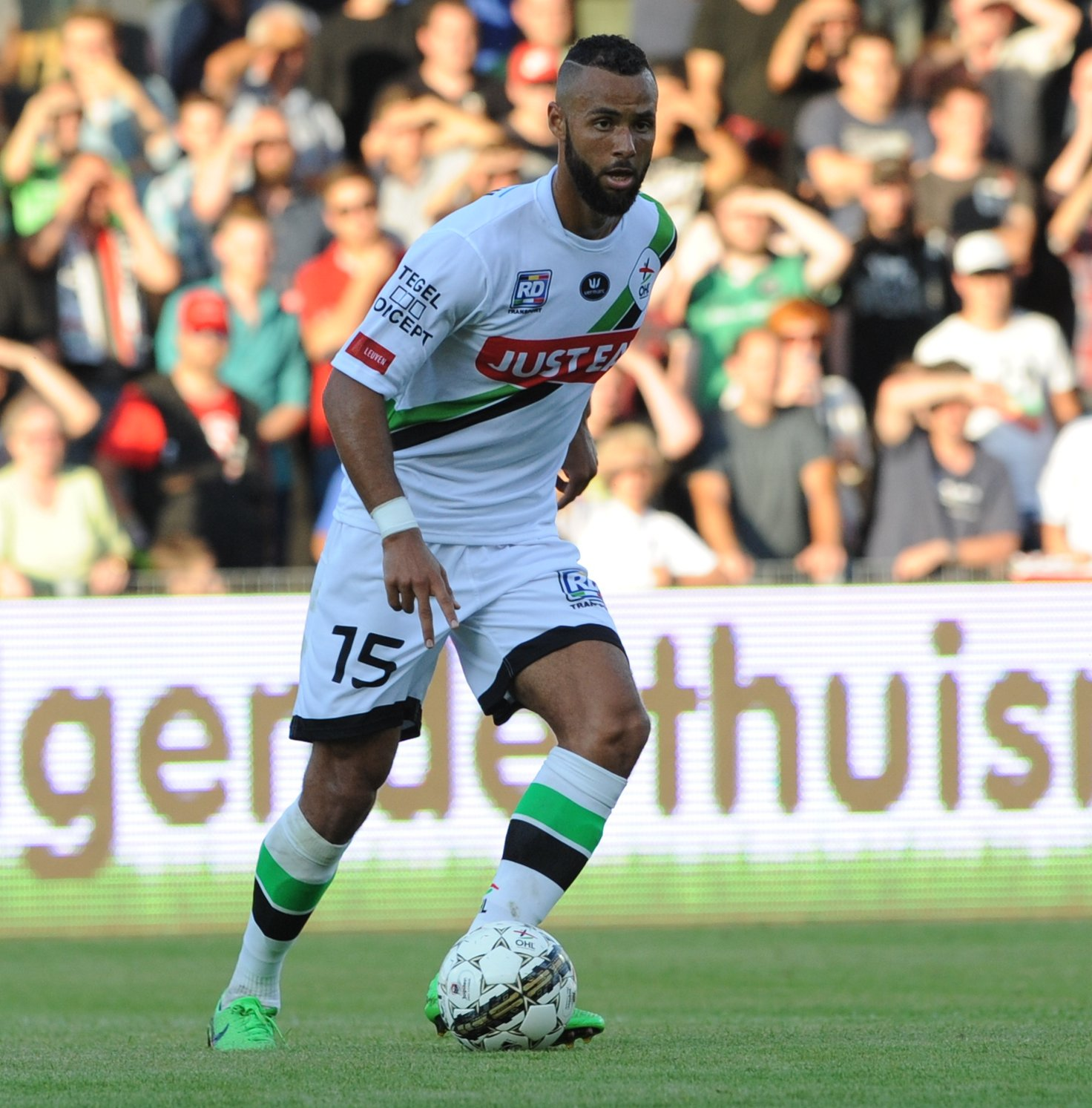
À l'OH Louvain

En 2014 il s'engage à l'OH Louvain où il est désiré par Ivan Leko.
Lors de la saison 2014-2015, il joue ses premières minutes contre Seraing. Au total, il inscrit onze buts en deuxième division belge avec le club. Réalisant cinq panenka sur six penaltys tirés (tous réussis), il fait le spectacle et devient l'un des favoris du public du stade Eneco.
Devenu un joueur clé de son équipe lors de la saison 2015-2016, il rouvre son compteur but contre RSC Charleroi (il en marquera sept en championnat). Ayant un profil travailleur et impliqué dans le jeu, il se distingue des joueurs "box to box" par ses facilités offensives.
Élu meilleur joueur de la saison, il est suivi par de nombreux clubs européens, notamment en France et en Belgique[réf. nécessaire].

#### Racing Club de Lens (2016-2018)
Le 5 juillet 2016, John Bostock rejoint officiellement le Racing Club de Lens en signant un contrat de deux ans avec le club de Ligue 2. Il marque son premier but sous les couleurs lensoises le 10 août 2016, en Coupe de la Ligue contre Ajaccio, puis récidive la semaine suivante face à Nîmes. Lors de la huitième journée contre l'US Orléans, il inscrit son premier doublé chez les Sang et Or. En septembre et octobre 2016, il est élu, à deux reprises, meilleur joueur de Ligue 2.
Lors de la 30e journée, face au Stade de Reims, il se blesse à la main et à la cheville. En ce mois de mars 2017, il est également victime d'un grave accident de voiture sur une autoroute du Kent, dont il sort miraculeusement indemne. Il fait son retour face à l'AJ Auxerre, lors de la 33e journée, mais se blesse au genou durant le match suivant et reste indisponible pour le reste de la saison.
Ayant disputé 31 matchs de championnat, pour 5 buts et 4 passes décisives. Malgré des performances en demi-teinte lors de la deuxième moitié de saison, John Bostock est récompensé du titre de meilleur joueur de Ligue 2 aux Trophées UNFP du football.
Durant le mercato estival 2017, il est suivi par l'AS Saint-Étienne, mais il reste au Racing Club de Lens, durant la saison 2017-2018. Le club est en difficultés et l'entraîneur Alain Casanova est limogé après une longue série de défaites. Sous les ordres d'Éric Sikora, le temps de jeu de Bostock se réduit (il n'effectue que onze apparitions en championnat). En concurrence avec ses coéquipiers Souleymane Diarra et Jean-Ricner Bellegarde en milieu de terrain, il est souvent mis sur le banc de touche par son entraîneur. Sa dernière apparition au stade Bollaert-Delelis a lieu en coupe de France le 8 janvier 2018 contre Boulogne-sur-mer (victoire 3-2 ap).
En fin de contrat en juin 2018, et n'entrant plus dans le projet du club d'après Éric Roy, il est suivi par le SCO Angers et Dijon,.

#### Bursaspor (2018)
Le 31 janvier 2018, il rejoint le club turc de Bursaspor pour un montant de 500 000 euros. Il signe un contrat de deux saisons et demie avec le club entraîné par Paul Le Guen et arbore le numéro 51. Pour son premier match en tant que titulaire contre Beşiktaş son équipe arrache le nul (2-2).
Dans la région de Marmara, il ne jouera que huit matchs de Süper Lig avant que son entraîneur ne soit démis de ses fonctions et remplacé par Mustafa Er.

#### Toulouse FC (2018-2020)
Le 5 juillet 2018, John Bostock est transféré au Toulouse FC pour trois ans. Sur les bords de la Garonne, il retrouve Alain Casanova qui l'avait déjà entraîné à Lens. Dès la première journée de championnat, il est titulaire au stade Vélodrome contre l'Olympique de Marseille (défaite 4-0).
Le 8 août 2019, il est prêté à Nottingham Forest.
Le 5 octobre 2020, il résilie son contrat avec le club toulousain qui a été relégué en Ligue 2.
Le 25 janvier 2021, il rejoint Doncaster Rovers.

### En équipe nationale
En 2007 il fait ses débuts avec l'Équipe d'Angleterre des moins de 17 ans avec laquelle il joue vingt rencontres.
En 2009 il joue en sélection anglaise des moins de 19 ans et il participe au championnat d'Europe des moins de 19 ans 2010 organisé en France. Lors de la compétition, il inscrit un but contre l'Espagne en demi-finale, ce qui s'avère toutefois insuffisant pour atteindre la finale.
En 2016, il choisit de jouer pour l'équipe nationale de Trinité-et-Tobago.

## Palmarès

### En club
- Champion d'Angleterre de League Two (quatrième division) en 2012 avec Swindon Town

### Distinctions individuelles
- Élu meilleur joueur de Ligue 2 du mois en septembre 2016 (RC Lens)
- Élu meilleur joueur de Ligue 2 du mois en octobre 2016 (RC Lens).
- Élu meilleur joueur de Ligue 2 de l'année en 2016-2017 (RC Lens).
- Membre de l'équipe-type de Ligue 2 en 2016-2017 aux Trophées UNFP